# Cá lòng tong chỉ vàng
Cá lòng tong chỉ vàng (danh pháp hai phần: Trigonopoma pauciperforatum) là loài cá thuộc chi Trigonopoma.

## Phân bố
Loài này sinh sống tại Thái Lan, Campuchia, bán đảo Mã Lai tới Indonesia.
Tháng 12 năm 2010, Tổ chức Bảo vệ Động vật hoang (WAR) công bố phát hiện thêm 12 loài cá nước ngọt tại đảo Phú Quốc, tỉnh Kiên Giang, Việt Nam, trong đó có cá lòng tong chỉ vàng. Loài cá này sống ở nơi nước chảy
.